# Gnome Foundation
Die Gnome Foundation ist ein gemeinnütziger Verein, mit Sitz in den Vereinigten Staaten, dessen Aufgabe es ist, das Ziel des Gnome-Projekts – eine Desktopoberfläche und Entwicklungsplattform für die Allgemeinheit zu erstellen, die vollständig freie Software ist – zu unterstützen.
Dazu organisiert die Gnome Foundation die Veröffentlichung von neuen Gnome-Versionen und entscheidet, welche Projekte Teile von Gnome sind. Des Weiteren übernimmt der Verein die Kommunikation mit den Medien und mit Organisationen, die an Gnome interessiert sind.
Der Verein besteht aus den Mitgliedern (GNOME Membership), den Mitarbeitern am Gnome-Projekt. Die Mitglieder wählen jedes Jahr einen Vorstand (Board of Directors) aus den eigenen Reihen. Der Vorstand besteht aus sieben Mitgliedern und hält wöchentlich eine Telefonkonferenz zur Organisation des Tagesgeschäfts der Gnome Foundation und des Gnome-Projektes ab. Bei der letzten Wahl (2012) wurden
- Emmanuele Bassi
- Joanmarie Diggs
- Seif Lotfy
- Shaun McCance
- Tobias Mueller
- Andreas Nilsson
- Bastien Nocera

in den Vorstand gewählt.
Karen Sandler war von 2011 bis 2014 Executive Director der Foundation.
Der Beirat (Advisory Board) besteht aus Unternehmen und Organisationen, die einen jährlichen Beitrag zahlen oder als gemeinnützige Organisationen eingeladen werden und hat eine beratende Funktion. Neben dem Vorstand gehörten dem Beirat im November 2012 die folgenden Mitglieder an:
- Canonical
- Collabora
- Debian-Projekt
- Free Software Foundation
- Google
- IBM
- Igalia
- Intel
- Mozilla Foundation
- OLPC
- Red Hat
- Software Freedom Law Center
- Sugar Labs
- SUSE